# Ramesh Kumar
Ramesh Kumar, né le 15 novembre 1981 à Purkhas, en Inde, est un lutteur indien.

## Palmarès

### Lutte aux Jeux olympiques
- 2004 à Athènes,  Grèce
  - participation

### Championnats du monde
- 2009 à Herning,  Danemark
  -  Médaille de bronze en -74 kg

### Championnats d'Asie
- 2009 à Pattaya,  Thaïlande
  -  Médaille de bronze en -74 kg
- 2005 à Wuhan,  Chine
  -  Médaille de bronze en -74 kg

### Jeux du Commonwealth
- 2002 à Manchester,  Angleterre
  -  Médaille d'or en 66 kg